# Meg Johnson

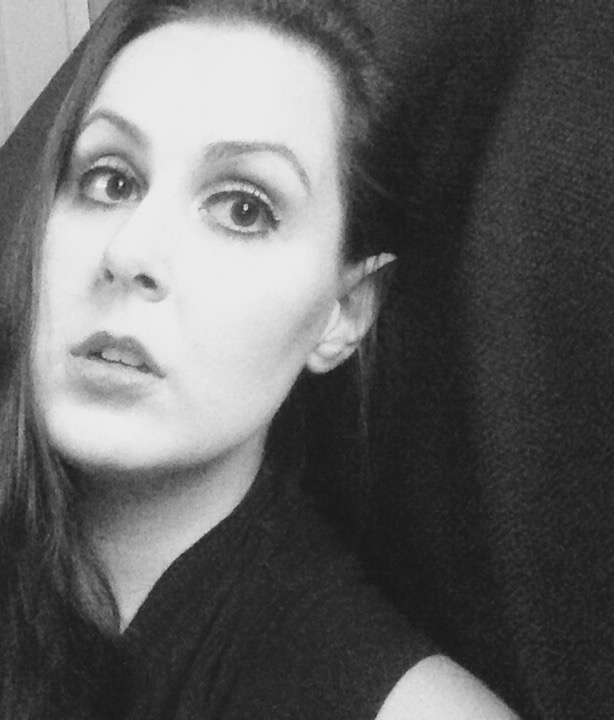
Poeta e professora Meg Johnson.

Meg Johnson é uma poeta e professora americana. Seus poemas apareceram em várias revistas literárias, incluindo Midwestern Gothic,Slipstream Magazine,Word Riot, Hobart, entre outros. Sua primeira coleção de poemas, Inappropriate Sleepover, foi lançada em 2014, e sua segunda coleção, The Crimes of Clara Turlington, deve ser lançada em dezembro de 2015. Ela também é a atual editora do Dressing Room Poetry Journal.

## Infância e educação
Johnson nasceu e cresceu em Ames, Iowa. Ela gostava de dançar quando criança e escrevia poemas no ensino médio. Ela dançou com o departamento de dança da Iowa State University no ensino médio e depois estudou dança no Columbia College Chicago e na Universidade de Iowa. Johnson deixou os estudos para seguir carreira profissional em dança. Ela acabou se tornando uma dançarina principal na Kanopy Dance Company, a empresa residente no Centro Overture for the Arts, em Madison, Wisconsin. Durante seus seis anos em Kanopy, Johnson retornou à universidade, frequentando o Madison College e o Edgewood College. Lá, foi convencida a começar a estudar escrita. Ela foi para a Universidade de Akron, onde entrou e completou o programa de Mestrado em Belas Artes do Nordeste de Ohio (NEOMFA na sigla em inglês) em escrita criativa em 2014.

## Carreira
Como dançarina na Kanopy Dance Company, Johnson assumiu vários papéis e coreografou suas próprias danças. Ela se tornou a dançarina principal durante seu tempo na companhia. Ela também atuou como professora de dança na Kanopy School for Contemporary Dance and Choreography. 
Johnson começou a enviar poemas para revistas literárias em 2009 e publicou seu primeiro poema em uma edição de 2009 da Slipstream Magazine. Já em 2010, realizou seu trabalho escrito em leituras de poesia na área de Madison. Seus poemas foram aceitos em publicações como Slipstream Magazine, Asinine Poetry, Pacific Coast Journal e Edgewood Review.
Em 2011, Johnson tornou-se assistente de ensino na Universidade de Akron, onde também estudou poesia. Ela também atuou como editora de poesia do Rubbertop Review. Ela se tornou candidata à NEOMFA na Universidade de Akron no mesmo ano.[carece de fontes?] No final de 2012, sua poesia já havia aparecido em publicações como Midwestern Gothic,SOFTBLOW, Rufous City Review, Wicked Alice, Smoking Glue Gun e muitos outros.
A tese original de Johnson para o programa NEOMFA foi escolhida pela editora National Poetry Review Press em 2013.  Esta coleção de poemas, Inappropriate Sleepover, foi lançada em 2014 pela editora. Depois de concluir o programa NEOMFA em 2014, Johnson tornou-se professora de inglês na Iowa State University. Seu segundo livro, The Crimes of Clara Turlington, está previsto para ser lançado em dezembro de 2015 pela editora Vine Vine Literary Journal. Johnson também é a atual editora do Dressing Room Poetry Journal.

## Estilo de escrita
Johnson escreve em versos livres sobre tópicos que geralmente giram em torno da feminilidade e da mercantilização dos corpos femininos.  Sua escrita tem sido descrita como "sarcástica" e "vulnerável", uma vez que discute e critica as normas culturais americanas e as expectativas sociais das mulheres. Seus poemas também fazem referências à figuras da cultura pop proeminentes, incluindo Marilyn Monroe, Betty Boop, Justin Bieber e Victoria Secret. Johnson afirmou que ela se inspira em poetas Gurlescos como Chelsey Minnis e Mary Biddinger.

## Reconhecimento e prêmios
Johnson ganhou o prêmio Vignette Collection Award de 2015 do Vine Leaves Literary Journal por seu livro The Crimes of Clara Turlington. O prêmio veio com a publicação de seu livro e uma recompensa em dinheiro. Seu livro, Inappropriate Sleepover, também foi indicado para o Prêmio Rousseau de Literatura da National Poetry Review Press. Seu poema, Free Samples foi nomeado para prêmio Best of the Net em 2010.

## Publicações
- Inappropriate Sleepover (2014, National Poetry Review Press)
- The Crimes of Clara Turlington (2015, Vine Leaves Literary Journal)